# Ba Động
Ba Động là một xã thuộc huyện Ba Tơ, tỉnh Quảng Ngãi, Việt Nam.
Xã Ba Động có diện tích 14,45 km², dân số năm 1999 là 2454 người, mật độ dân số đạt 170 người/km².